# Romanov (raza ovina)
La raza de ovejas Romanov tiene su origen en Rusia, aunque actualmente se distribuye por todo el mundo gracias a su alta capacidad prolífica. Se usa para mejorar esa capacidad en razas locales mediante el cruzamiento.

## Origen
Se tiene constancia de esta raza aproximadamente desde el siglo XVIII. Su origen se encuentra en Rusia, en la cuenca alta del río Volga, al noroeste de Moscú. Pertenece, como tantas otras razas del norte de Europa y de Gran Bretaña, al tronco Noreuropeo.
En el siglo XX comenzó a expandirse por Europa, no con mucho éxito, lo que sí tuvo en Norteamérica, donde empezó a introducirse en la década de 1980.

## Características morfológicas
- Son animales pequeños y poco atractivos. El color de la lana es gris o negro sucio.
- La cola es corta (cola de cabra), se transmite a la F1 en cruzamientos.
- Es acorne, tanto en machos como en hembras. Tiene orejas pequeñas levantadas y puntiagudas.

## Características productoras
- Se cría por su gran prolificidad, de más de un 300%, para hibridarla con razas locales de cada zona y aumentar esa capacidad en las mismas.
- Además, otra capacidad interesante es su gran precocidad sexual (a los tres meses de edad son fértiles tanto machos como hembras), y vuelve a entrar en celo al mes del parto, y en cualquier época del año. Llegan a alcanzar una vida reproductiva de unos 7 a 8 años. Estas características también se busca en los resultantes de los cruzamientos.
- Las características que se intentan transmitir con los cruzamientos sí que se producen, llegando a obtener la descendencia niveles de prolificidad de un 250-300 %. También heredan precocidad sexual los híbridos. A causa de estas características heredadas, extrañas en ellas, las razas locales necesitan ser tratadas a menudo con un mayor nivel técnico, ya a partir de la F1, lo que se convierte en un riesgo a tener en cuenta antes de proceder con los cruzamientos.
- Estas ovejas son buenas madres y productoras, llegan a tener leche para hasta tres o cuatro corderos por lactación.

- Datos: Q2582366
- Multimedia: Romanov sheep / Q2582366